# Verticordia blepharophylla
Verticordia blepharophylla är en myrtenväxtart som beskrevs av Alexander Segger George. Verticordia blepharophylla ingår i släktet Verticordia och familjen myrtenväxter. Inga underarter finns listade i Catalogue of Life.